# 정도복 (고려)
정도복(鄭道復)은 고려시대 말기, 조선 초기의 문신이다. 고려 말에 과거에 급제하여 승선, 상시 등을 지내고 조선 건국에 참여하였으며 밀직제학, 한성부우윤, 한성부판윤 등을 역임했으며 큰형 정도전이 암살되자 관직을 사퇴하고 성주 유학교수로 활동하기도 했다. 그 뒤 인녕부사윤에 이르렀다. 본관은 봉화(奉化)이고 자(字)는 내지(來之)이고 호(號)는 일봉(逸峯)이다. 형부상서(刑部尙書) 정운경(鄭云敬)의 아들이며, 정도전(鄭道傳)의 친 아우이다.

## 일생
고려 충정왕 3년(1351년) 영주 삼판서 고택에서 태어난 것으로 추정된다. 선생의 나이 16세에 양친 부모님을 모두 잃고, 큰형인 삼봉 정도전이 묘막에서 시묘살이를 하는 동안 우연히 처음으로 성리학을 접하게 되었다. 이후 20세 때까지 4년여간 성리학을 수학하였다. 이후 진사시(進士試)에 올랐으며, 우왕 11년에 지공거 염국보(廉國寶)와 동지공거 포은 정몽주가 주관한 과거에 제11위로 입격하였다.
이후 여러 벼슬을 거쳐 공양왕 2년(1390년)에 승정원 좌승선이 되었다. 그 뒤 고려에서 상시(常侍)에 이르렀다. 1392년 큰형 정도전 등과 함께 조선 건국에 참여하였다. 조선이 개국되면서 불교를 억압하고 유교를 숭상하는 정책을 폈으나, 아직 초창기여서 불교를 숭상하는 구습이 그대로 성하고 있어, 선생은 유생들에게 큰형 삼봉선생이 지은 『심문·천답』과 『심기리』3편을 강석하는 등 불교의 폐단을 바로잡음에 양촌(陽村) 권근(權近)과 더불어 힘썼으며, 유학(儒學)을 진흥시키고 사회 기강을 잡는데 기여하였다.
조선 태조 3년(1394년)에 가정대부(嘉靖大夫)로 승진 한성부우윤(漢城府右尹)이 되고, 이듬해 한성부좌윤(漢城府左尹) 겸 성균관대사성(成均館大司成)에 올랐다.
얼마 아니 되어 밀직제학을 거쳐 자헌대부(資憲大夫) 한성판윤(漢城判尹)에 올라 성균관대사성을 겸임 했으며, 태묘공신의 봉호를 받았다. 1398년 왕자 난 때 큰형 삼봉선생이 화를 입은 뒤 문하찬성사에 제수되었으나 취임하지 않았다. 이후 관직을 사퇴하고 낙향, 태종 3년(1403)에 성주 유학교수(星州儒學敎授)에 부임하여 7년여 동안을 교육에 힘쓰다가 동왕 9년(1409) 8월에 인녕부사윤(仁寧府司尹)으로 부임하였다.
그러나 다시 유배되는데 태종실록 태종 13년(1413) 7월 12일조에, “사헌부에서 2품 이상으로서 외방(外方)에 있는 자의 죄를 청하는 계청(啓請)에, “2품은 외방에 있을 수 없다는 것이 이미 이루어진 법이 있습니다. 검교(檢校) 한성 윤(漢城尹) 손가흥(孫可興)·박상경(朴尙絅)·박후식(朴厚植)·고도관(高都琯)·윤사혁(尹思奕)·최함(崔咸)·여극해(呂克諧)·정도복(鄭道復)·전이성, 병마사(泥城兵馬使) 정과(鄭過) 등은 항상 외방에 거주하니 심히 미편합니다. 청컨대, 고신(告身)을 거두고 다른 도(道)에 이치(移置)하소서.”라고 비난하였다.
그 뒤 향리 영주에 물러나 어버이 묘소아래 집을 마련하고 여년을 지냈으며 이후 그가 살던 곳을 한성부 판윤을 지낸 이가 살았다 하여 한성동(漢城洞, 현 영주시 이산면 원리)이라 이름붙였다. 영주에 신도비가 있으며, 모현사(慕賢祠)에서 향사(享祀)가 이어지고 있다.

## 연보
- 충정왕 3년(1351) 영천(榮川)에서 태어나다.
- 1383년(우왕 9) 진사시
- 우왕 11년(1385) 문과(文科)에 급제하였다.
- 1392년 큰형 정도전 등과 함께 조선의 개국에 참여하였다.
- 승정원도승지, 한성부판윤(漢城府判尹), 성균관대사성(成均館大司成) 등을 지내다.
- 사후 문천 모현사(慕賢祠)에 제향(祭享)되었다.

## 가족 관계
- 아버지 : 정운경
  - 형 : 정도전
  - 형 : 정도존

## 같이 보기
- 성리학
- 정도전
- 이색
- 정몽주
- 제1차 왕자의 난
- 조준
- 권근